# Cathédrale de Cosenza
La cathédrale de Cosenza ou cathédrale Notre-Dame-de-l'Assomption (en italien : Cattedrale di Santa Maria Assunta) est une église catholique romaine de Cosenza, en Italie. Il s'agit de la cathédrale de l'archidiocèse de Cosenza-Bisignano.
Construite vers la milieu du XIe siècle, elle est située dans le centre historique de Cosenza, Piazza Duomo.
Dans cette cathédrale est conservée une icône du XIIe siècle de Notre-Dame du Pilerio, protectrice de la ville de Cosenza.
Le 12 octobre 2011, elle est admise au patrimoine de l'UNESCO.

## Galerie

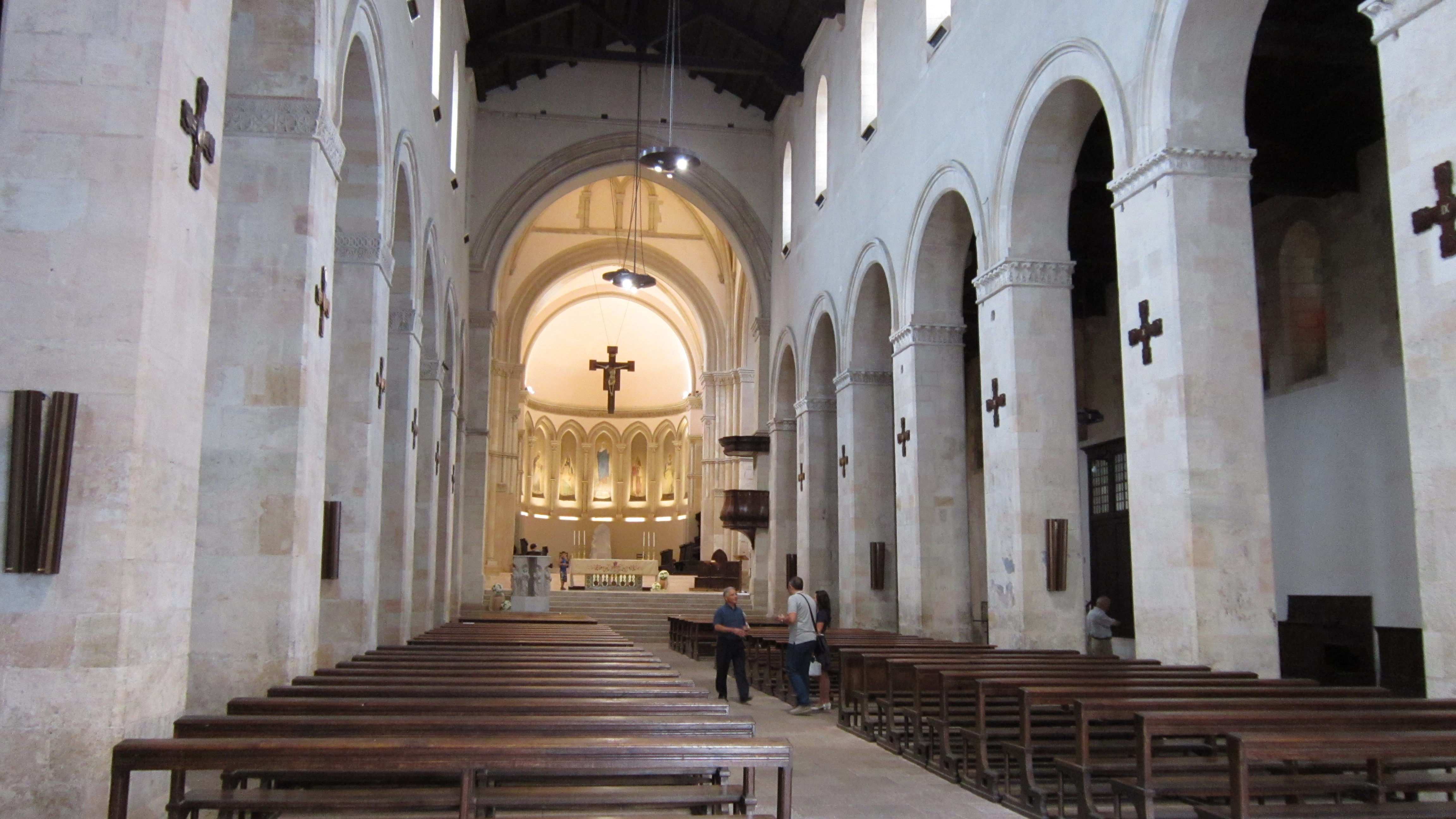
La nef centrale.
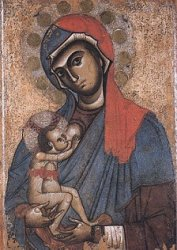
L'icône de Notre-Dame du Pilerio
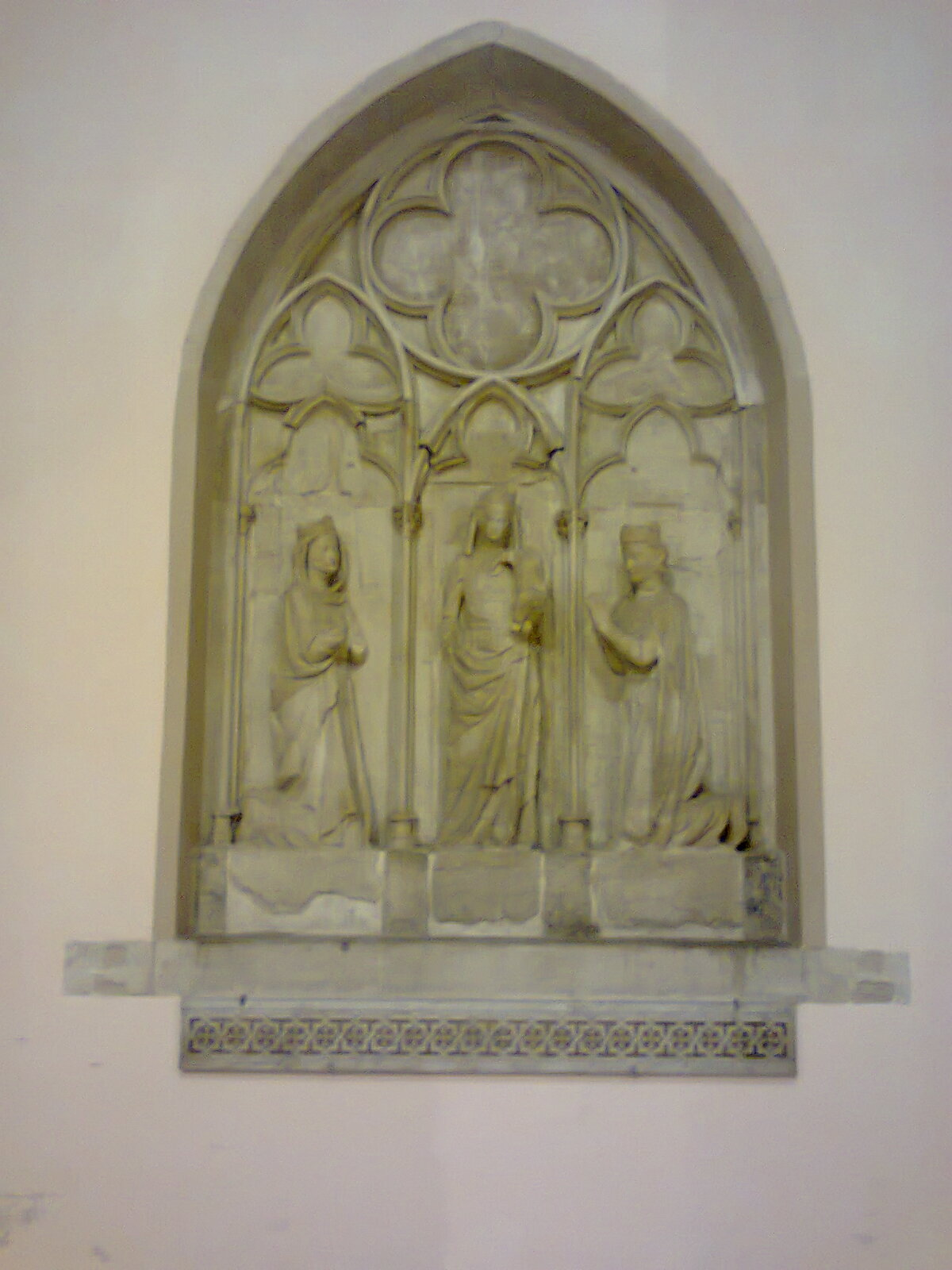
Mausolée d'Isabelle d'Aragon.
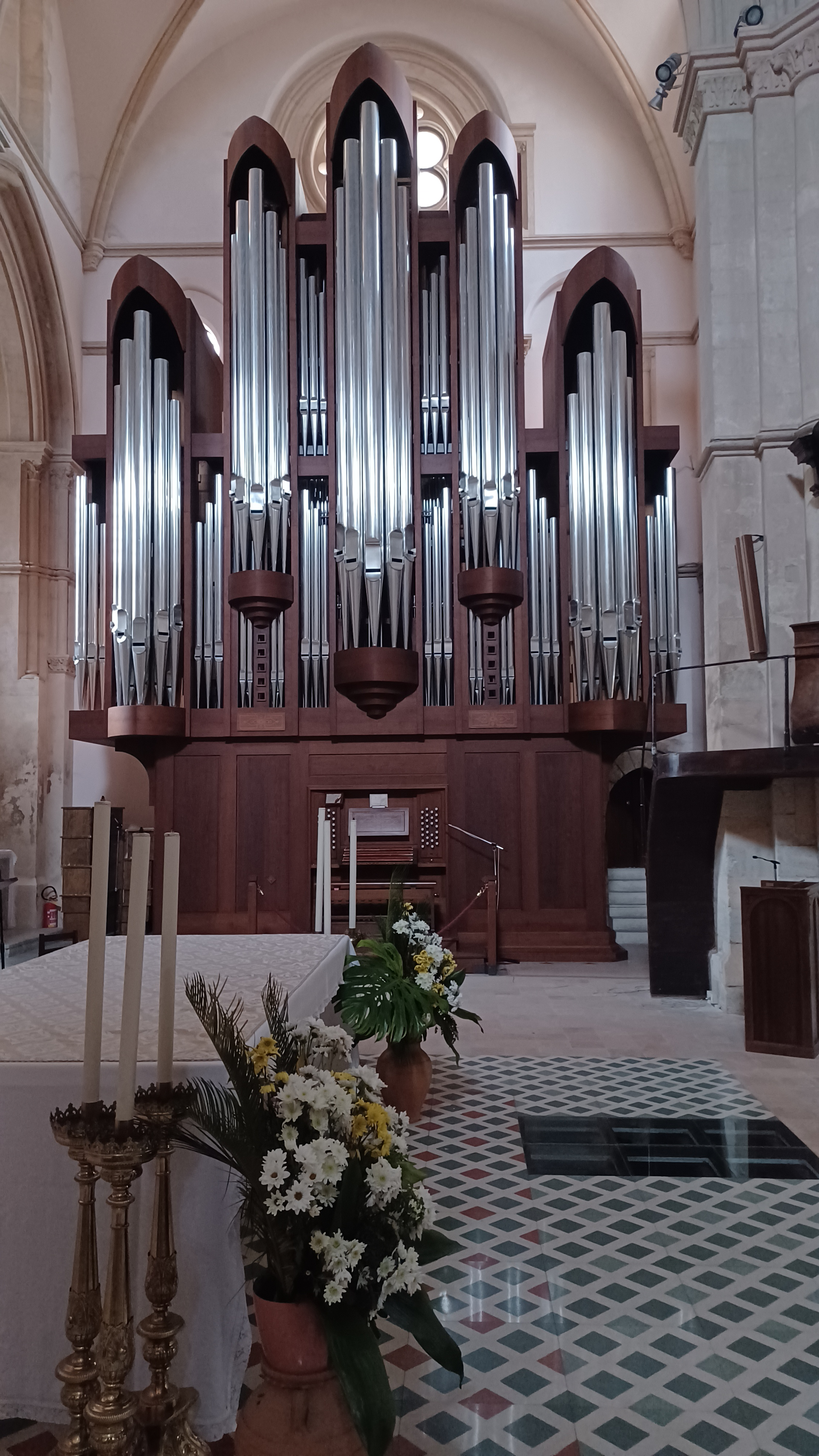
L’orgue de la cathédrale[2].

### Articles liés
- Liste des cathédrales d'Italie
- Liste des cathédrales de la Calabre